# しんまちボードウォーク

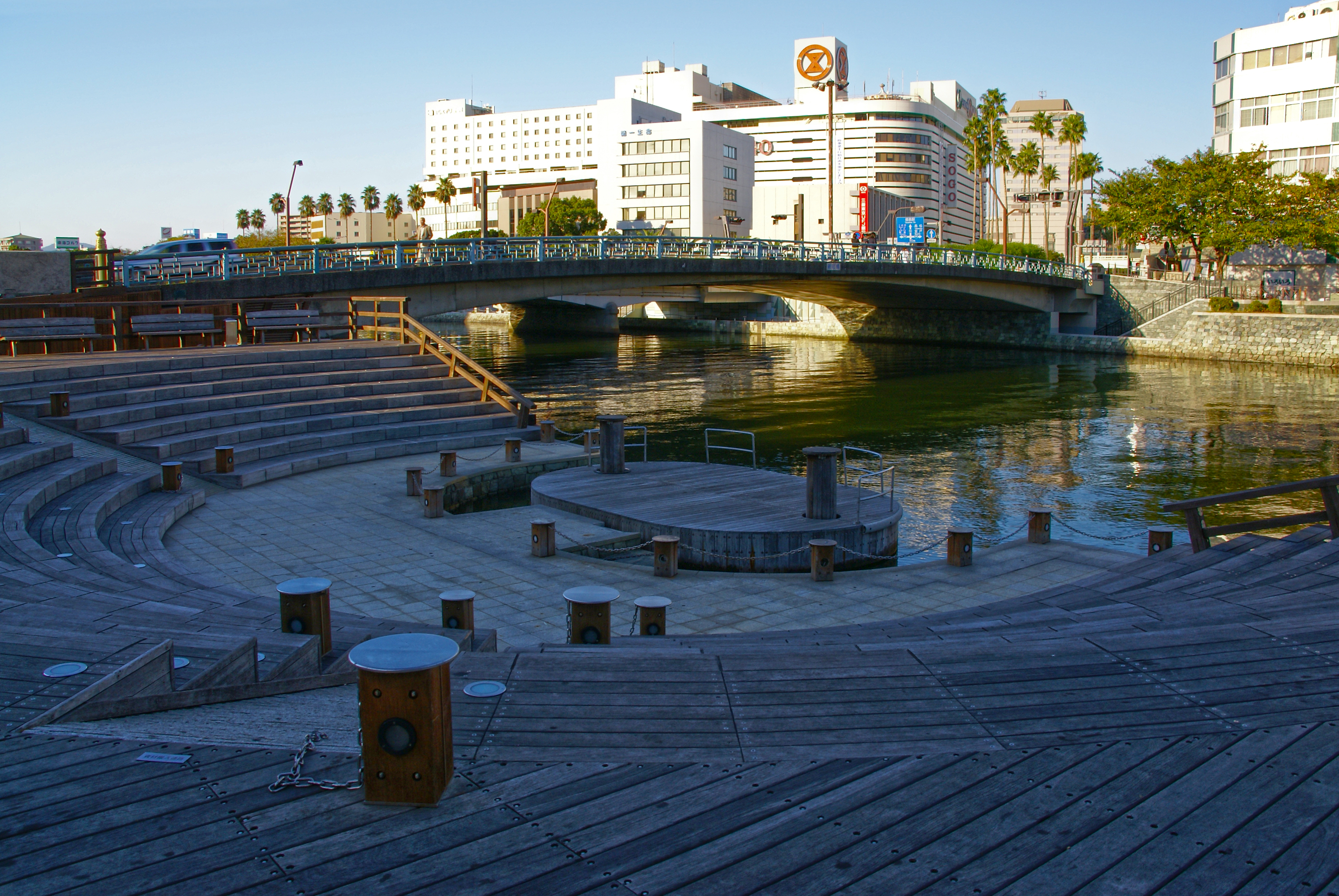
イベントが行われる広場

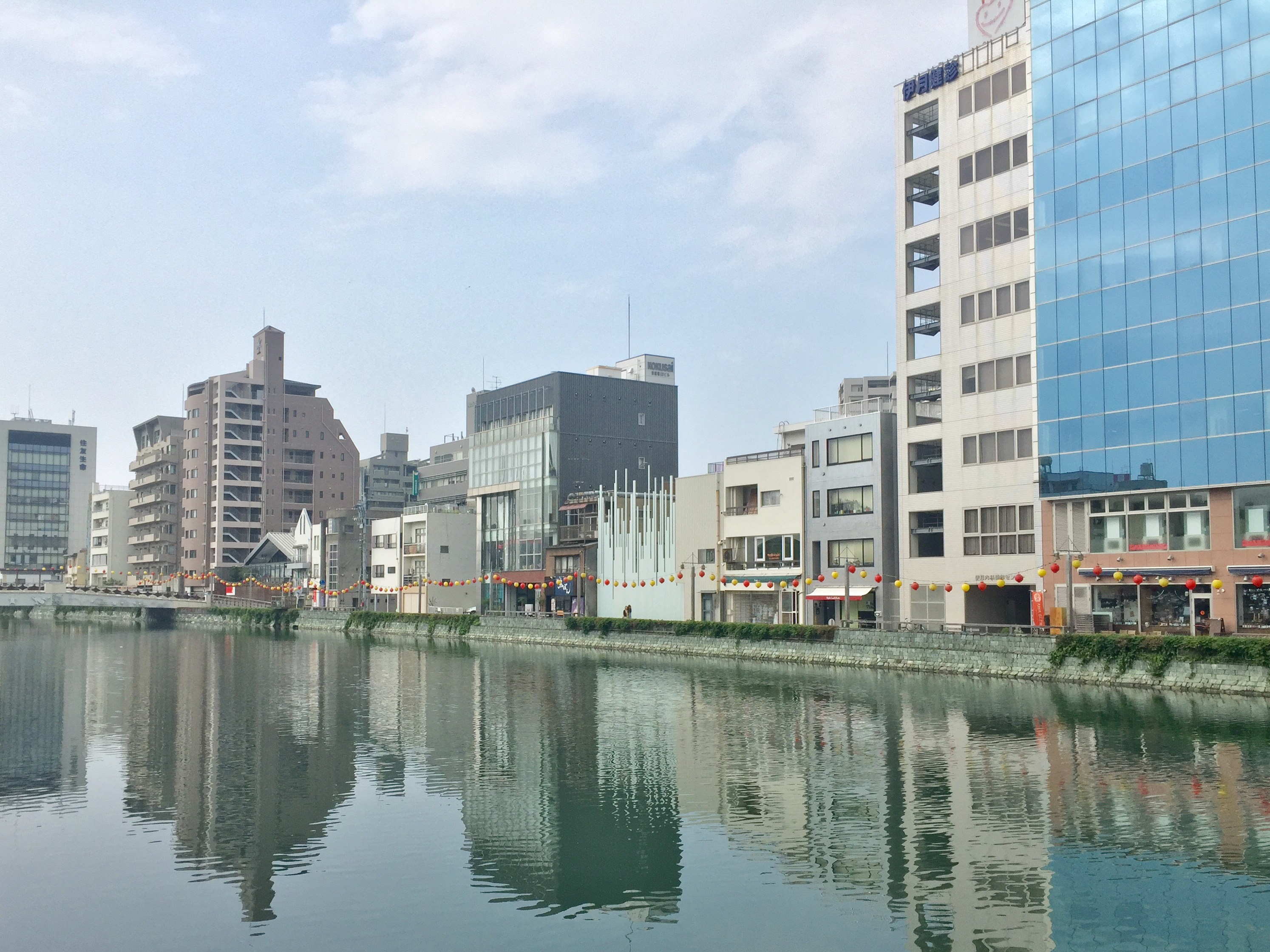
ボードウォーク沿いの建物

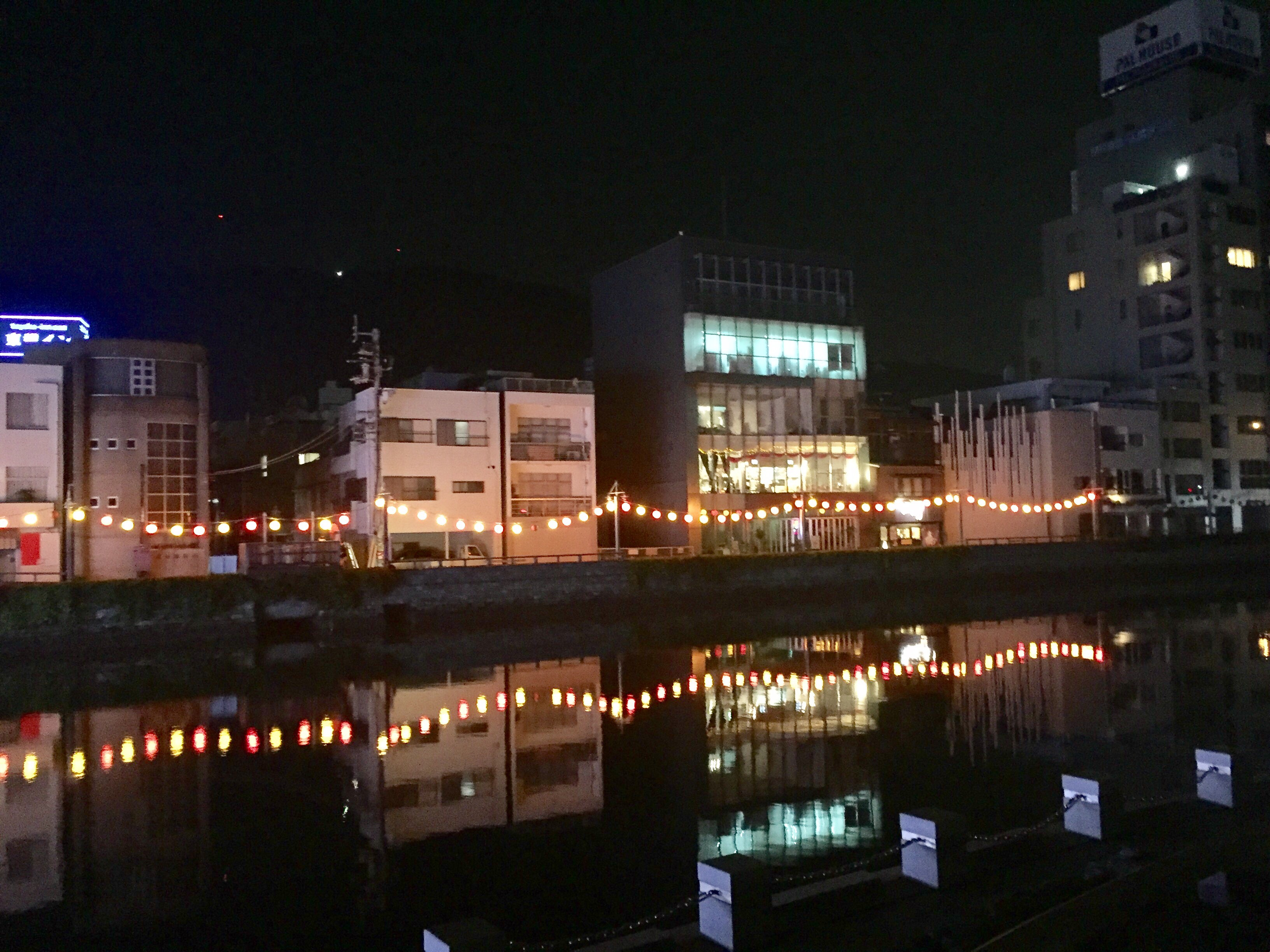
夜間の様子（2017年8月）

しんまちボードウォークは徳島県徳島市の中心部を流れる新町川河岸に設置されたボードウォーク（木の遊歩道）である。

## 立地
北西（上流）の新町橋から南東（下流）の両国橋にかけての南西岸に、約290メートルの木の遊歩道が設備されている。
東新町商店街と併走しており、横道を100メートルほど進むと入ることができる。
上流には新町橋の下で繋がる小さな公園がある。歩行者・軽車両専用のふれあい橋（1982年架設、1989年増幅）で、対岸の新町川水際公園に通じている。このほかにも一帯の河岸は公園・レジャー施設化されており、下流には少し離れてケンチョピア、対岸上流には藍場浜公園がある。

## 利用
毎週土曜日と日曜日には新町ボードウォークパラソルショップ（非常設のパラソルの下に設置される店）が並び、多いときには50店ほどの店が並ぶ。
北西端（新町橋のたもと）は比較的広くなって、傾斜のついた野外ステージがあり、ダンスショーやジャズ演奏などのイベントも頻繁に行われている。動員が多いときは、橋の上にも見物人が並ぶ。

### 主な利用イベント
- とくしまマルシェ - 毎月最終日曜日
- マチ★アソビ - 年2回（春、秋）

## 歴史
1985年に建設省の認定を受けた「中心市街地活性化計画」により公園化が決まった。
1991年に殺風景な駐車場であった川沿いを活気付けようと東新町一丁目商店街振興組合がボードウォーク設立の計画を立てた。
当時、徳島駅前の新興商業圏に客の流れが変わっていたため、ボードウォーク設立で客の流れを変える狙いがあった。
しかし、商業目的のためにボードウォークを設立することに反対の意見もあった。その後、徳島市の河岸公園として設立することでまとまった。

## 遊歩道沿い施設
ボードウォーク沿いには以下の施設（建物）がある。
- パルプラザビル（パルハウス本社ビル）
- 国際東船場113ビル（登録有形文化財「旧高原ビル」を増築）
- ハイパーイン徳島東船場（ビジネスホテル）
- 阿波銀住友生命ビル（阿波銀行両国橋支店/住友生命保険相互会社徳島支社）

## アクセス
- 徳島バス新町停留所より徒歩約1分。
- JR高徳線徳島駅より新町川水際公園方面へ徒歩約5分。
- 徳島自動車道「徳島インターチェンジ」より車で約10分。